# Epimactis
Epimactis é um gênero de traça pertencente à família Agonoxenidae.